# Liste der chinesischen Botschafter in Iran
Die Botschaft befindet sich in Teheran.
Am 10. Februar 1945 wurde die iranische Gesandtschaft zu Botschaft aufgewertet, und Li Tiezheng zu Botschafter befördert.
Am 17. August 1971 orientierte sich Mohammad Reza Pahlavi von Taipeh nach Peking um.
| Ernennung/Akkreditierung | Botschafter            | Hochchinesisch | Bemerkungen | Regierung von China | Präsident des Irans          | Posten verlassen |
| ------------------------ | ---------------------- | -------------- | --- | ------------------- | ---------------------------- | ---------------- |
| 12. Mai 1942             | Li Tiezheng            | 李铁铮         | Außerordentlicher Gesandter und Ministre plénipotentiaire ab 31. Juli 1943 auch in Bagdad akkreditiert. Am 5. April 1945 zum Botschafter befördert (* 1906; † 28. Januar 1990) übersetzte 1927 mit Kelanjing den Koran. | Chiang Kai-shek     | Mohammad Reza Pahlavi        | 4. Okt. 1945     |
| 26. Juni 1946            | Zheng Yitong           | 郑亦同         | (* 1904; † 1974) Gesandter in Sydney | Chiang Kai-shek     | Mohammad Reza Pahlavi        | 18. Aug. 1949    |
| 1. Jan. 1956             | Wu Nan-ju              | 吴南如         | (* 23. September 1898; † 12. Mai 1975) 1926: Gesandtschaftssekretär erster Klasse in London anschließend in der Abteilung Europa beschäftigt. Im Weiteren in Moskau beschäftigt Gesandter in Kopenhagen, 1941 studierte er an der Columbia University in 1941; 1943 Zeremonienmeister im Außenministerium, 1964: Botschafter in Kuwait-Stadt. | Yu Hung-Chun        | Mohammad Reza Pahlavi        | 1. Jan. 1964     |
| 1. Jan. 1964             | Shen Yorkson Chin-ting | 沈觐鼎         | | Yen Chia-kan        | Mohammad Reza Pahlavi        | 1. Feb. 1967     |
| 1. Feb. 1967             | Liu Tsing-chang        | 刘荩章         | (* 1920 in Sichuan) absolvierte das Central Political Institute in 1942. leitet im Außenministerium die Abteilung International Organizatio und ständiger Vertreter Taiwans beim Büro der Vereinten Nationen in Genf. | Yen Chia-kan        | Mohammad Reza Pahlavi        | 1. Okt. 1970     |
| 1. Okt. 1970             | Wu Shih-ying           | 吴世英         | Woo Shih-ying, Generalkonsul in Boston wo er Ouyang Huang ablöste | Yen Chia-kan        | Mohammad Reza Pahlavi        | 1. Aug. 1971     |
| 1. März 1972             | Chen Xinren            | 陈辛仁         | 1954–1959: Botschafter in Helsinki, 1975–1978: Botschafter in Den Haag, 1978–1981 : Botschafter in Manila | Zhou Enlai          | Mohammad Reza Pahlavi        | 1. Nov. 1974     |
| 1. Dez. 1974             | Hao Deqing             | 郝德青         | 1954–1961: Botschafter in Budapest, 1961–1965: Botschafter in Pjöngjang, 1971–1972 : Botschafter in Oslo, 1972–1974: Botschafter in Den Haag. | Zhou Enlai          | Mohammad Reza Pahlavi        | 1. Jan. 1977     |
| 1. Mai 1977              | Jiao Ruoyu             | 焦若愚         | 1965–1970: Botschafter in Pjöngjang, 1971–1977: Botschafter in Lima | Hua Guofeng         | Mohammad Reza Pahlavi        | 1. Aug. 1979     |
| 1. Apr. 1980             | Zhuang Yan             | 庄焰           | 1976–1979: Botschafter in Dhaka, 1983–1985: Botschafter in Athen, | Zhao Ziyang         | Abolhassan Banisadr          | 1. Dez. 1982     |
| 1. März 1983             | Fan Zuokai             | 樊作楷         | 1970–1975: Botschafter in Mogadischu, 1975–1978: Botschafter in Bamako. | Zhao Ziyang         | Ali Chamene'i                | 1. Jan. 1986     |
| 1. März 1986             | Wang Benzuo            | 王本祚         | 1983–1985: Botschafter in Sofia | Zhao Ziyang         | Ali Chamene'i                | 1. Juni 1991     |
| 1. März 1991             | Hua Liming             | 华黎明         | 1996: Botschafter in Abu Dhabi | Li Peng             | Akbar Hāschemi Rafsandschāni | 1. Okt. 1995     |
| 1. Aug. 1995             | Wang Shijie            | 王世杰         | 1990–1993: Botschafter in Manama, 1993–1996: Botschafter in Amman, 2002-April 2006: China’s Special Envoy on the Middle East Issue | Li Peng             | Akbar Hāschemi Rafsandschāni | 1. Juni 1999     |
| 1. Apr. 1999             | Sun Bigan              | 孙必干         | April 2006–2009: China’s Special Envoy on the Middle East Issue | Zhu Rongji          | Mohammad Chatami             | 1. Okt. 2002     |
| 1. Juni 2002             | Liu Zhentang           | 刘振堂         | | Zhu Rongji          | Mohammad Chatami             | 1. Nov. 2007     |
| 1. Nov. 2007             | Xie Xiaoyan            | 解晓岩         | | Wen Jiabao          | Mahmud Ahmadinedschad        | 1. Juli 2010     |
| 1. Juli 2010             | Yu Hongyang            | 郁红阳         | | Wen Jiabao          | Mahmud Ahmadinedschad        | 1. Apr. 2014     |
| 1. Mai 2014              | Pang Sen               | 庞森           | | Li Keqiang          | Hassan Rohani                |                  |